# Forte di Milano
Forte (... – Roma, 643) fu arcivescovo di Milano dal 641 al 643.

## Biografia
Eletto arcivescovo di Milano, fu costretto già dal 641 ad abbandonare la città di Genova dove gli arcivescovi milanesi, già da ottant'anni, si erano rifugiati nell'impossibilità di poter ottenere il governo effettivo della loro diocesi, occupata dal Regno Longobardo.
L'abbandono di Genova, era dovuto alla calata di Rotari, re longobardo, in Liguria, il che portò l'arcivescovo Forte a rifugiarsi presso il Papa, rinunciando al proprio incarico ed affidando l'amministrazione della diocesi a Giovanni Bono, suo successore.
Morì a Roma nel 643.